# Trichonta composita
Trichonta composita är en tvåvingeart som beskrevs av Bragina 1994. Trichonta composita ingår i släktet Trichonta och familjen svampmyggor. Inga underarter finns listade i Catalogue of Life.